# David Looker
David Looker (1913-1995) fue un deportista británico que compitió en bobsleigh en la modalidad cuádruple. Ganó dos medallas de oro en el Campeonato Mundial de Bobsleigh, en los años 1937 y 1938.

## Palmarés internacional
| Campeonato Mundial | Campeonato Mundial                | Campeonato Mundial | Campeonato Mundial |
| Año                | Lugar                             | Medalla            | Prueba             |
| ------------------ | --------------------------------- | ------------------ | ------------------ |
| 1937               | Sankt Moritz (Suiza)              | Medalla de oro     | Cuádruple          |
| 1938               | Garmisch-Partenkirchen (Alemania) | Medalla de oro     | Cuádruple          |